# Tarisi (Wanareja)
Tarisi is een bestuurslaag in het regentschap Cilacap van de provincie Midden-Java, Indonesië. Tarisi telt 5942 inwoners (volkstelling 2010).